# フィロットラーノ
フィロットラーノ（伊: Filottrano）は、イタリア共和国マルケ州アンコーナ県にある、人口約8,900人の基礎自治体（コムーネ）。

## 地理

### 位置・広がり
アンコーナ県のコムーネ。県都・州都アンコーナから南西へ24kmの距離にある。

#### 隣接コムーネ
隣接するコムーネは以下の通り。括弧内のMCはマチェラータ県所属を示す。
- アッピニャーノ (MC)
- チンゴリ (MC)
- イェージ
- モンテファーノ (MC)
- オージモ
- サンタ・マリーア・ヌオーヴァ

### 気候分類・地震分類
フィロットラーノにおけるイタリアの気候分類 (it) および度日は、zona D, 2009 GGである。
また、イタリアの地震リスク階級 (it) では、zona 2 (sismicità media) に分類される。

## 行政

### 分離集落
フィロットラーノには、以下の分離集落（フラツィオーネ）がある。
- Montepulciano, Cantalupo, Imbrecciata, Montoro, San Biagio, Sant'Ignazio, Tornazzano, Sant'Anna, Ponte Musone

## 人物

### 著名な出身者
- ミケーレ・スカルポーニ（自転車選手）